# Хадын
Хады́н (тув.: берёза) — озеро южнее города Кызыл, в Тандинском кожууне республики Тува в 3-х км восточнее озера Дус-Холь (Сватиково), к северу от озера Чагытай.

## Общие сведения
Озеро расположено на юге восточной части Тувинской котловины в бессточной впадине, окруженной холмистой безлесой равниной. Площадь поверхности — 23,6 км². Абсолютная отметка 707 м. Берега представлены песчаным «бичевником» с белыми выцветами солей на восточном и северном берегах. С южного берега в озеро впадает небольшая речка Хадын, питающая озеро.
В озере отсутствует рыба, а в окрестностях озера крайне низко количество кровососущих насекомых.

## Туризм
Озеро является излюбленным местом дикого отдыха жителей республики. Каждый год на озере силами студентов Тувинского государственного университета убирается мусор. Существовавший в советское время летний пансионат сейчас разрушен.

## Бальнеологические и курортные характеристики
В виду наличия стока рапа в озере минерализована слабо. Состав хлоридно-сульфатно-натриевый со следами брома (pH 8.4). Залежи пластичной грязи с запахом сероводорода обнаружены в северных заливах озера. Толщина 0,4—0,9 метров. На берегах озера есть песчаные пляжи. Озеро находится на 15 км западнее автодороги М54 «Енисей», где находится озеро Чедер и одноимённый курорт.